# Lawe Rutung
Lawe Rutung is een bestuurslaag in het regentschap Aceh Tenggara van de provincie Atjeh, Indonesië. Lawe Rutung telt 2435 inwoners (volkstelling 2010).